# Psykiatrins hus
Psykiatrins hus är en byggnad i Uppsala. Den rymmer Akademiska sjukhusets psykiatriska verksamhet såsom forskning, utbildning, sluten- och öppenvård. Tidigare skedde en stor del av denna verksamhet på Ulleråkers sjukhus som bestod av olika byggnader i området Ulleråker. Den sju våningar höga byggnaden påbörjades i oktober 2011, stod färdig 2013 och invigdes i februari samma år. Psykiatrins hus var Uppsala läns landstings (numera Region Uppsala) största byggprojekt någonsin och kostade cirka 900 miljoner kronor. 2015 rankades huset på nionde plats när nya byggnader på 30 internationella sjukhus rankades (”The 30 most Architecturally Impressive Hospitals in the world”).
Arkitektbyråer var bland andra Tengbomgruppen (exteriör), Indicum (interiör) och Cedervall arkitekter (restaurang). Byggnaden är belägen i centrala Uppsala på sjukhusområdet mellan Uppsalaåsen och Fyrisån, nära Uppsala slott.